# V.I.P. (seriál)
V.I.P. je americký komediálně-dramatický akční televizní seriál. Popisuje příhody bezpečnostní agentury pečující o společensky významné osobnosti. Hlavní hrdinku, ředitelku kanceláře Vallery Ironsovou, ztvárnila Pamela Anderson.
Název seriálu odkazuje na zkratku VIP (very important person) a zároveň je zkratkou názvu agentury Vallery Irons Protection, tedy Ochrana Vallerií Ironsovou.
Seriálu byly natočeny čtyři řady, každá po 22 dílech. V amerických televizích byly v rámci syndikace premiérově vysílány od září 1998 do května 2002. V roce 1999 byla úvodní znělka nominována na cenu Emmy.

## Obsazení
- Pamela Anderson jako Vallery Ironsová
- Molly Culver jako Natasha „Tasha“ Dexterová
- Shaun Baker jako Quick Williams
- Natalie Raitano jako Nicole „Nikki“ Francová
- Leah Lail jako Kay Simmonsová
- Dustin Nguyen jako Johnny Loh (3.-4. řada, jako host v 1. a 2. řadě)
- Angelle Brooks jako Maxine De La Cruzová (3.-4. řada, jako host v 1. a 2. řadě)

## Vysílání
| Řada | Díly | Premiéra v USA | Premiéra v USA  | Premiéra v ČR | Premiéra v ČR  |
| Řada | Díly | První díl      | Poslední díl    | První díl     | Poslední díl   |
| ---- | ---- | -------------- | --------------- | ------------- | -------------- |
| 1    | 22   | 26. září 1998  | 22. května 1999 | 1. září 1999  | 23. února 2000 |
| 2    | 22   | 25. září 1999  | 20. května 2000 | 6. srpna 2002 | 16. ledna 2003 |
| 3    | 22   | 7. října 2000  | 19. května 2001 | 2007          | 2007           |
| 4    | 22   | 22. září 2001  | 18. května 2002 | 2007          | 2007           |